# بخش گرین (شهرستان پارک، ایندیانا)
بخش گرین (به انگلیسی: Greene Township) یک منطقهٔ مسکونی در ایالات متحده آمریکا است که در شهرستان پارک، ایندیانا واقع شده‌است. بخش گرین ۴۲۳ نفر جمعیت دارد و ۲۰۶ متر بالاتر از سطح دریا واقع شده‌است.